# 凯特·海伍德
凯特·海伍德（英語：Kate Haywood，1987年4月1日—），英国女子游泳运动员。她曾代表英格兰参加2002年、2006年和2010年英联邦运动会游泳比赛，获得二枚银牌和三枚铜牌。她也曾参加2008年和2012年夏季奥林匹克运动会。